# Mataundh
Mataundh är en ort i Indien.   Den ligger i distriktet Bānda och delstaten Uttar Pradesh, i den centrala delen av landet, 500 km sydost om huvudstaden New Delhi. Mataundh ligger 145 meter över havet och antalet invånare är 8 591.
Terrängen runt Mataundh är mycket platt. Runt Mataundh är det ganska tätbefolkat, med 172 invånare per kvadratkilometer. Närmaste större samhälle är Banda, 18,5 km öster om Mataundh. Trakten runt Mataundh består till största delen av jordbruksmark.